# Sinagoga de la Ghriba (Djerba)
A sinagoga de la Ghriba (ou de el Ghriba; em hebraico: בית הכנסת אלגריבה; em árabe: كنست الغريبة) é um templo judaico situado no centro da ilha de Djerba, no sul da Tunísia. É um dos principais marcos identitários dos judeus de Djerba, uma das últimas comunidades judias que sobrevivem no mundo árabe. A sinagoga é objeto de uma peregrinação anual, por ocasião da festa judaica do Lag Baômer, que reúne vários milhares de peregrinos. É igualmente uma das principais atrações turísticas de Djerba.
A sua fama tem origem em numerosas tradições e crenças que sublinham a sua antiguidade e no facto de que supostamente contém restos do Templo de Jerusalém. Historicamente, a peregrinação reunia não só os membros das comunidades locais, mas também judeus do resto da Tunísia e da vizinha Líbia. Após a esmagadora maioria dos judeus terem abandonado os países árabes, os visitantes são sobretudo residentes em França e Israel.
À semelhança das outras seis ghribas (sinagogas isoladas, situadas fora de povoações e objeto de peregrinação)  dispersas pelo Magrebe, encontra-se em pleno campo, a pouco mais de um quilómetro da aldeia mais próxima, Hara Sghira (nome oficial moderno: Er Riadh), um dos dois povoados judeus existentes na ilha, que até ao século XX só era habitado por cohanim (plural de Cohen), o que, segundo a tradição local corrobora o facto que la Ghriba foi fundada por sacerdotes vindos de Jerusalém. Apesar de existirem cinco sinagogas em Hara Sghira, a fim de manter a proeminência de la Ghriba, a tradição impõe que os rolos da Torá nelas usados sejam guardados na la Ghriba, para onde são levados em procissão.
A aldeia de Hara Sghira (em árabe: "bairro pequeno") ainda hoje alberga uma comunidade judia com várias centenas de pessoas. A sinagoga é também conhecida pelo nome Diguet, o qual é uma corruptela berbere da palavra hebraica que significa "porta".
Em 2002, o edifício foi palco de um violento atentado terrorista atribuído à al-Qaeda.

## História e lendas
Ghriba é uma palavra árabe que significa "estranho", que reflete o estatuto especial da sinagoga nas tradições judaicas da Tunísia. A Ghriba de Djerba é a mais famosa das várias sinagogas com o mesmo nome existentes em diversos lugares da Tunísia, Argélia e Líbia.
Segundo uma lenda popular, impressa pela primeira vez num livro do rabino Abraham Haim Addadi de Trípoli (Hashomer Emet, publicado em Livorno em 1849), alguns sacerdotes chamados Cohanim instalaram-se na ilha de Djerba depois da tomada de Jerusalém e do incêndio do Templo de Salomão ordenado pelo imperador Nabucodonosor II da Babilónia em 586 a.C. Esses sacerdotes levaram consigo um elemento do templo destruído que incorporaram na sinagoga. Numa das abóbadas há uma pedra que supostamente é proveniente de Jerusalém. No entanto, a credibilidade dessa lenda é muito questionável, nomeadamente porque as sinagogas mais antigas que se conhecem encontram-se em Israel e são contemporâneas da destruição do Segundo Templo cerca do ano 70 d.C.

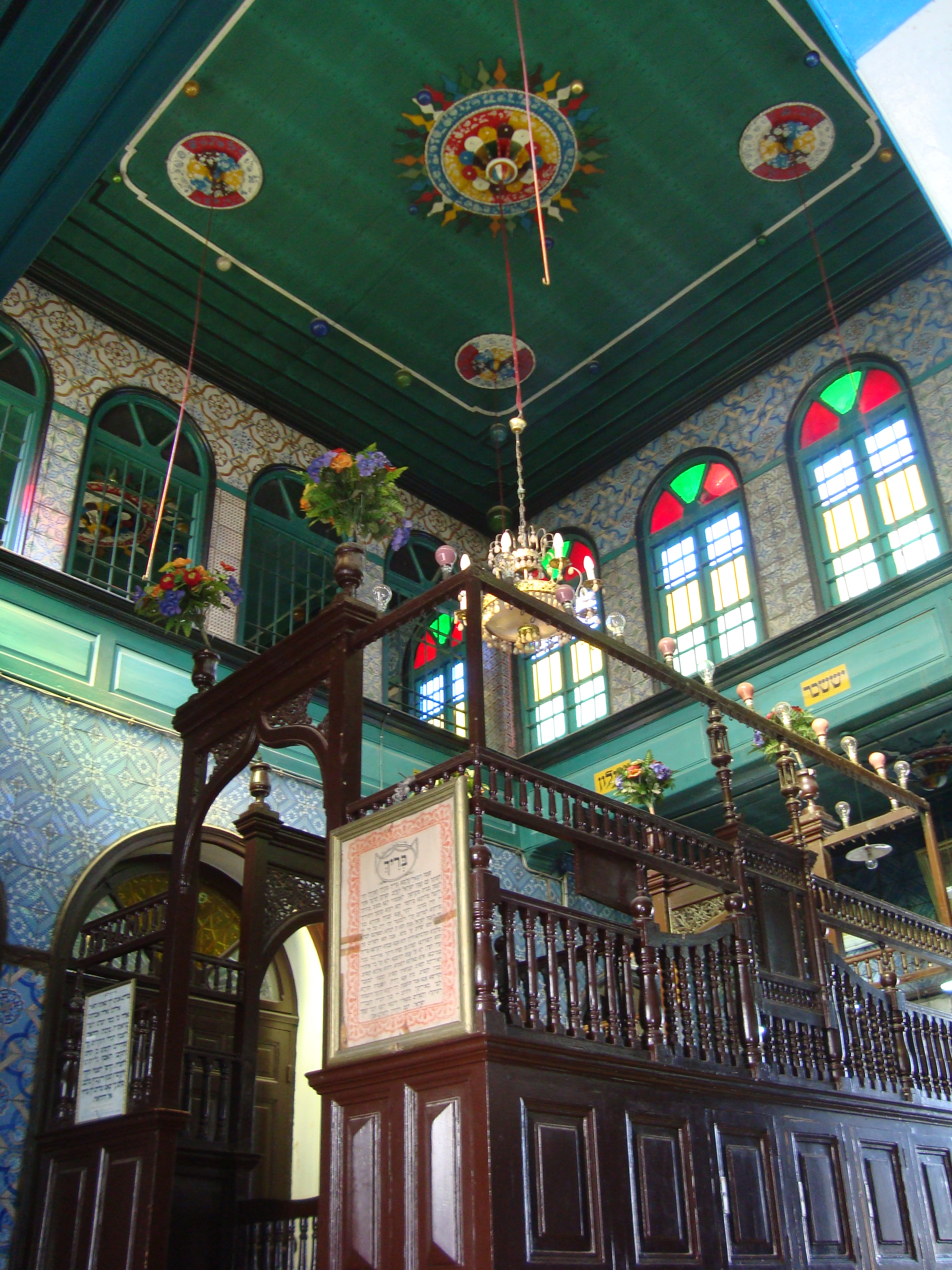
Interior da sinagoga

De acordo com outra tradição relatada pelo historiador Nahum Slouschz a partir de narrativas de letrados djerbanos do início do século XX, o local onde atualmente se ergue la Ghriba era uma colina à qual ninguém ligava importância. Um dia os judeus de Hara Sghira descobriram ali uma jovem muito bela, que vivia só, numa cabana feita de ramos. Envolvida numa aura de santidade, ninguém ousava ir vê-la e perguntar-lhe a razão da sua presença, por respeito à sua pessoa. Uma noite, viram a choupana em chamas, mas tiveram medo de se aproximar, pensando que a jovem estaria a preparar-se para fazer magia. Depois do incêndio terminar, aproximaram-se e encontraram a jovem morta mas intocada pelas chamas. Perceberam então tratar-se de uma santa e concluíram que deviam tê-la ajudado na sua solidão e iniciaram a construção da sinagoga no local da cabana.
É difícil determinar em que época a fama de la Ghriba se estendeu para fora de Djerba. A partir da segunda metade do século XIX, assiste-se ao aparecimento de testemunhos salientando o seu carácter sagrado, reconhecido não só pela comunidade judaica, mas também pelos muçulmanos. A sinagoga começa a atrair cada vez mais peregrinos vindos da Tunísia e da Líbia. É possível que a emigração dessa época dos judeus de Djerba para essas regiões tenha contribuído para a difusão da peregrinação. Pelo testemunho de Slouschz, que a visitou no início do século XX, sabe-se que o edifício foi ampliado na década de 1860 ou 1870, usando «pedras tumulares  das paredes da casa santa, encontradas no cemitério vizinho». O edifício é descrito como um «prédio quadrado,  bastante sóbrio de aspeto e a com uma total falta de estilo [..] No interior, galerias escuras precedem uma nave quadrada com um almenor no meio, e em cima há uma galeria apoiada sobre colunas: nada de particular, de característico».

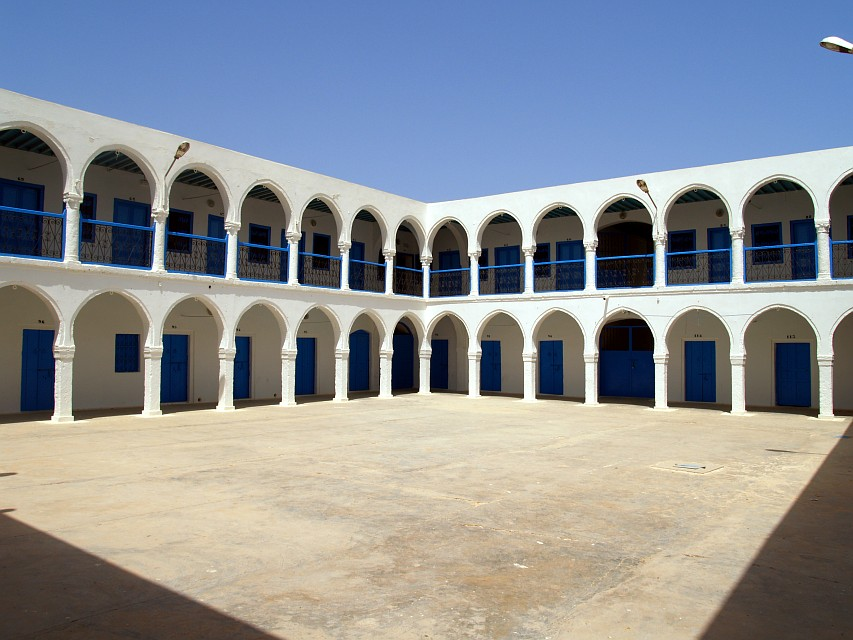
Pátio interior da oukala (albergue de peregrinos) anexa à sinagoga

Nos anos 1950, foi construída uma nova oukala (albergue) para acomodar os judeus líbios. Entretanto, a comunidade judia nesse país desaparece completamente na década de 1960 e o novo edifício fica praticamente sem uso. Nessa época, o efeito conjugado da extinção das comunidades judaicas da Líbia e do desenvolvimento do turismo de massas altera significativamente a natureza da peregrinação. Algumas agências de viagens começam a oferecer programas que misturam turismo religioso e balnear, orientando a sua oferta principalmente para os judeus originários da Tunísia residentes em França.
Em 1985 a sinagoga foi palco de violência religiosa, quando durante o Simchat Torá um polícia tunisino encarregado de manter a ordem abriu fogo dentro do recinto da sinagoga matando cinco pessoas, quatro delas judeus. Em 2002 ocorreu um ataque terrorista suicida, quando um jovem franco-tunisino de 25 anos ligado à rede terrorista al-Qaeda entrou no recinto conduzindo um camião-cisterna carregado de explosivos, causando 21 mortos e 30 feridos.

## Arquitetura

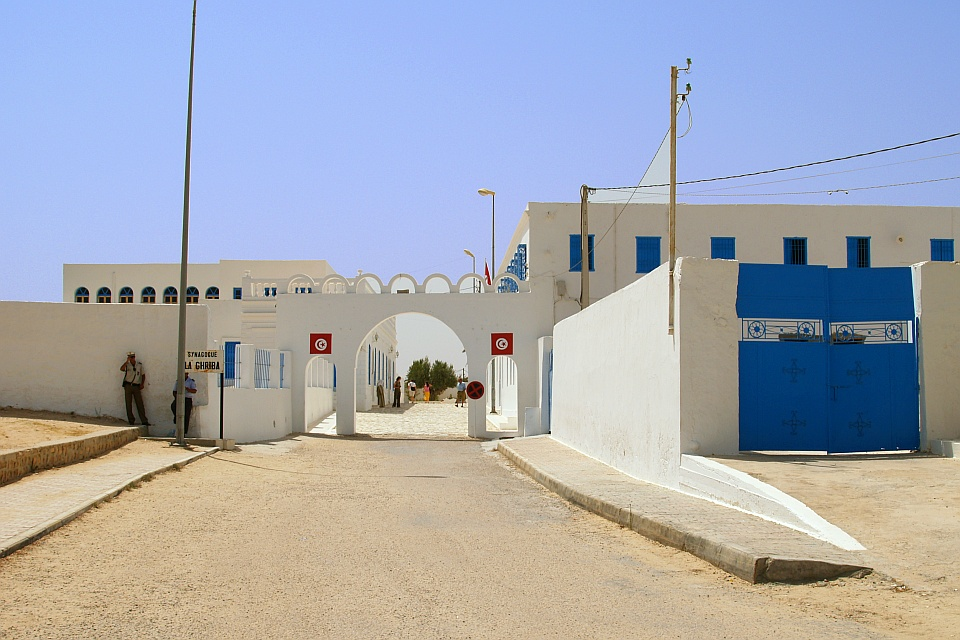
Vista exterior do complexo da sinagoga; esta encontra-se à esquerda; à direita situam-se os anexos dos alojamentos de peregrinos

A sinagoga atual é uma construção modesta, com reflexos azulados, composta de duas salas cobertas, ao contrário das outras sinagogas de Djerba. Apesar dos diversos acrescentamentos arquiteturais, provou-se que a primeira sala era originalmente um pátio aberto que foi coberto mais tarde para acomodar um número maior de fiéis. Na entrada dessa primeira sala encontram-se duas filas de colunas que a dividem em três partes. Está ligada à sala principal por três arcadas que sustêm uma clerestório elevado com numerosas janelas. Originalmente havia apenas doze janelas, que segundo a tradição local, também ela baseada numa instrução da Cabala, simbolizavam as doze tribos de Israel.
As modificações mais tardias são particularmente evidentes no lado norte, onde provocaram alterações em relação ao plano simétrico original. A teva situa-se debaixo da claraboia, na extremidade ocidental da sala de oração. A última coluna no lado oriental não existe e provavelmente nunca foi construída. Segundo a tradição local, isso é um símbolo da recordação da destruição do templo de Jerusalém. Também se diz que o edifício nunca deveria ser terminado pois "nada é perfeito exceto a divindade". Os bancos estão dispostos em redor da teva. As paredes interiores são decorados com faianças com motivos em azul, branco e castanho, em contraste com as paredes exteriores, pintadas de branco. Um nicho debaixo do arco santo, conhecido como "a caverna da rapariga", indica o local onde o corpo da jovem teria sido encontrado.
O pátio interior está rodeado de lógias cobertas e suportadas por arcos e colunas. Os edifícios adjacentes servem para alojar peregrinos, datando os mais antigos do fim do século XIX. Nos anos 1950 foi construída uma segunda estrutura.
A atmosfera religiosa é mantida por lâmpadas de azeite e cantos de salmos, recitados por batlans pagos pelas contribuições dos crentes e visitantes. Os peregrinos de passagem dão-lhes discretamente pequenas notas onde imploram uma cura ou um sucesso. Na parede encontram-se ex-votos representando casas, vasos, estrelas de David, etc., sob um belo painel de madeira esculpida.
Como em outras sinagogas de Djerba, la Ghriba situa-se perto de um cemitério judeu.

## Peregrinação

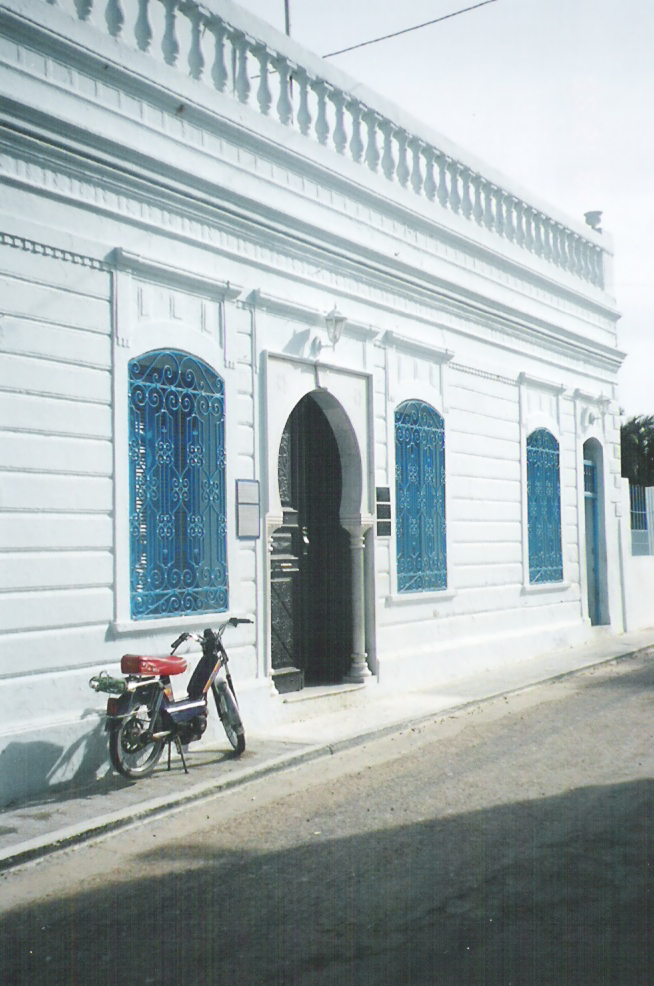
Fachada da entrada da sinagoga

A peregrinação a la Ghriba tem lugar no 33º dia do Lag Baômer, e atrai judeus originários de todo o Norte de África. As festividades começam a 14 Iyar para a comemoração do Rabino Meïr Baal HaNess e prosseguem até a 18 Iyar (festa do Lag Baômer), dia da lembrança do Rabino Shimon bar Yochai, conhecido localmente como Rabino Shem'un. A peregrinação inclui uma visita à sinagoga, doação de esmolas, orações e a participação a uma dias duas procissões que têm lugar durante os dois últimos dias da peregrinação.
A procissão inclui visitas a outras salas de oração na aldeia. Os participantes carregam uma grande menorá montada sobre três rodas. O lustre é decorado com símbolos que representam as doze tribos de Israel, os nomes dos rabinos tunisinos venerados, os nomes dos três patriarcas e das quatro matriarcas e bendições em honra de Meïr Baal HaNess e Shimon bar Yochai. No cimo encontra-se uma estrela de David com a inscrição "Shaddai" (nome da divindade). A estrutura é coroada pelas Tábuas da Lei. O lustre é decorado com diversos panos, écharpes de cores luminosas e véus.
O cortejo assemelha-se a uma cerimónia de casamento, que simboliza a união mística entre o povo de Israel e a divindade. Os participantes entoam cânticos em honra de Rabi Shem'un, em que um dos versos diz «Oh Rabi Shem'un! Quando virás para nos livrares do exílio!» À noite, o lustre é apresentado no interior da sinagoga e são acendidas velas sobre os cinco braços. Os judeus de Djerba e os peregrinos estrangeiros misturam-se no interior da sinagoga, naquela que é igualmente a única ocasião em que não há qualquer separação entre homens e mulheres.
Nas décadas de 1990 e 2000, a maior parte dos peregrinos vieram do estrangeiro.
Seguindo um costume local, as mulheres depositam ovos marcados com o nome de uma jovem solteira sobre o local onde, segundo a lenda, o corpo da rapariga santa foi descoberto. O ovo é deixado perto de uma vela enquanto dura o festival, sendo em seguida devolvido à solteira que, depois de o ter comido, terá a certeza de encontrar um marido.

## Gestão
A sinagoga é gerida por uma comissão administrativa independente estabelecida no fim do século XIX, quando vigorava o Protetorado Francês da Tunísia. A organização da peregrinação anual tornou-se o principal objetivo dessa comissão. As receitas destinam-se aos habitantes da aldeia e aos estudantes locais da Torá.